# ملكيور بيري
ملكيور بيري (20 أكتوبر 1801 - 12 مايو 1854) كان مهندسًا معماريًا سويسريًا.
وهو ابن ملكيور بيري (كاهن رعية مونشنشتاين) وأبولونيا ستريكيسن. في عام 1832 تزوج من مارغريتا سيمون بوركهارت من بازل.

## حياته ونشأته
وُلِد بيري في 20 أكتوبر 1801 في بازل. نشأ كابن قس في بازل ومينشينستاين. في شبابه أراد أن يصبح مهندسًا عسكريًا لنابليون بونابرت. كان والده قد فكر في مهنة لهُ كعامل بناء حجري ولكن بعد نصيحة أحد أقاربه، دعمت عائلته تعليمه كمهندس معماري. بين عامي 1817 و1819 درس في كارلسروه مع يوهان جاكوب أرنولد ابن شقيق المهندس المعماري الشهير فريدريش واينبرينر. منذ عام 1819، تمكن من الدراسة مع واينبرينر. بعد ذلك درس مع المهندس المعماري جان نيكولا هويوت في باريس في مدرسة الفنون الجميلة بين عامي 1823 و1825. في أغسطس 1825، فاز في مسابقة سمحت لهُ بمواصلة دراسته في أكاديمية الفنون الجميلة. خلال دراسته في باريس، استأجر غرفة. وكان يزور أحيانًا مقبرة بير لاشيز حيث رسم رسومات تخطيطية للآثار، وحضر أيضًا تتويج شارل العاشر.
في عام 1826، سافر إلى إيطاليا، حيث اهتم بمباني بومبي ولوحاتها الجدارية، وبقصور عصر النهضة في روما. ومن خلال ذلك، طور مهاراته الفنية في أعمال الحجر والجص والبناء. كما مارس رسم المناظر الطبيعية والشخصيات، ودرس موضوعات البناء التقني.

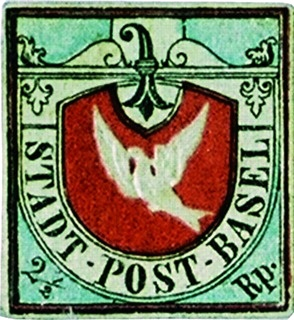
طابع بريد حمامة بازل صممه المهندس ملكيور بيري يحمل صورة حمامة بيضاء منقوشة تحمل رسالة في منقارها، ونُقش عليه "STADT POST BASEL". كان صالحاً للاستخدام حتى 30 سبتمبر 1854

## صور

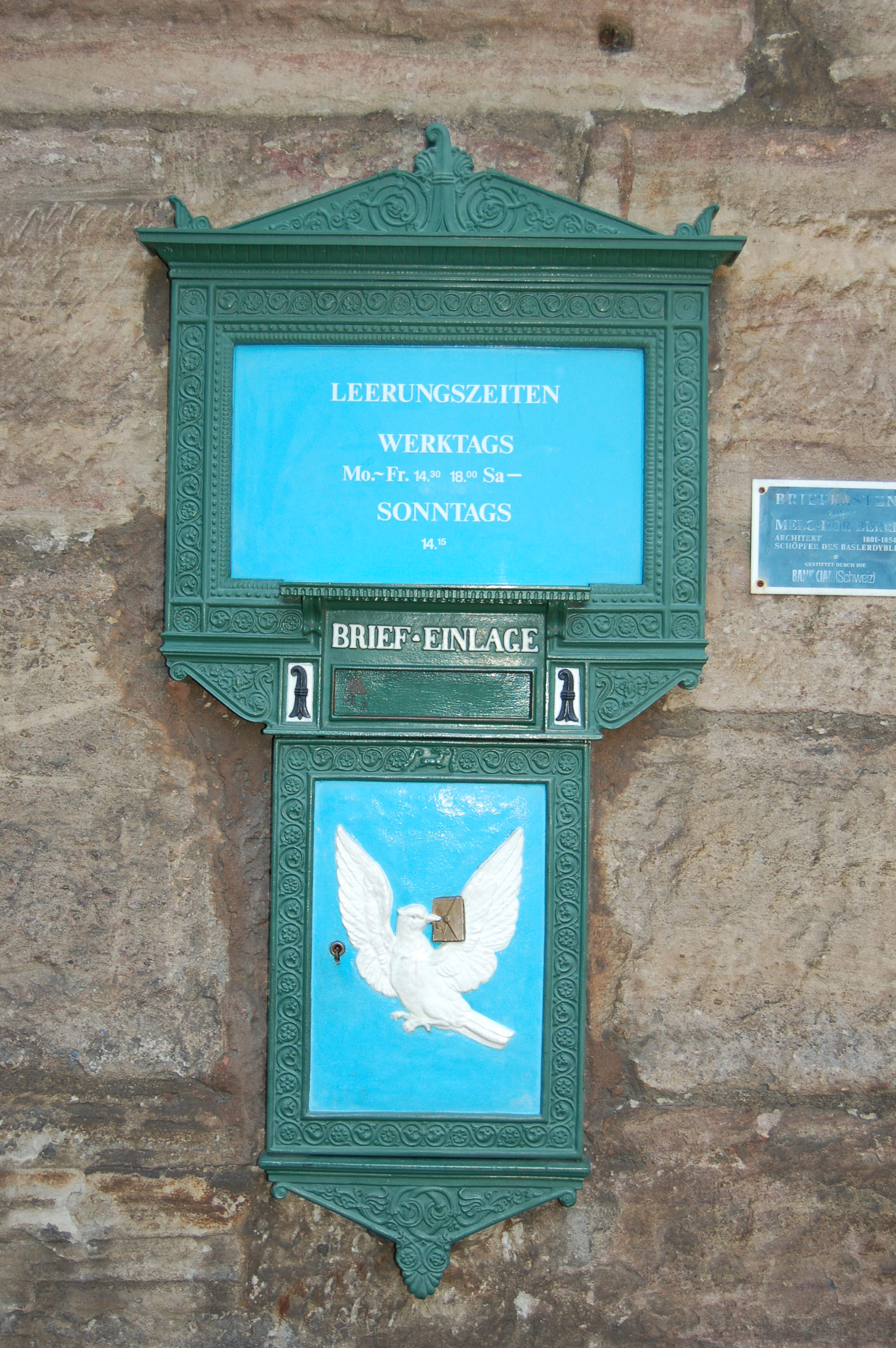
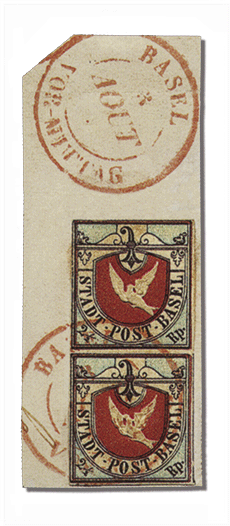
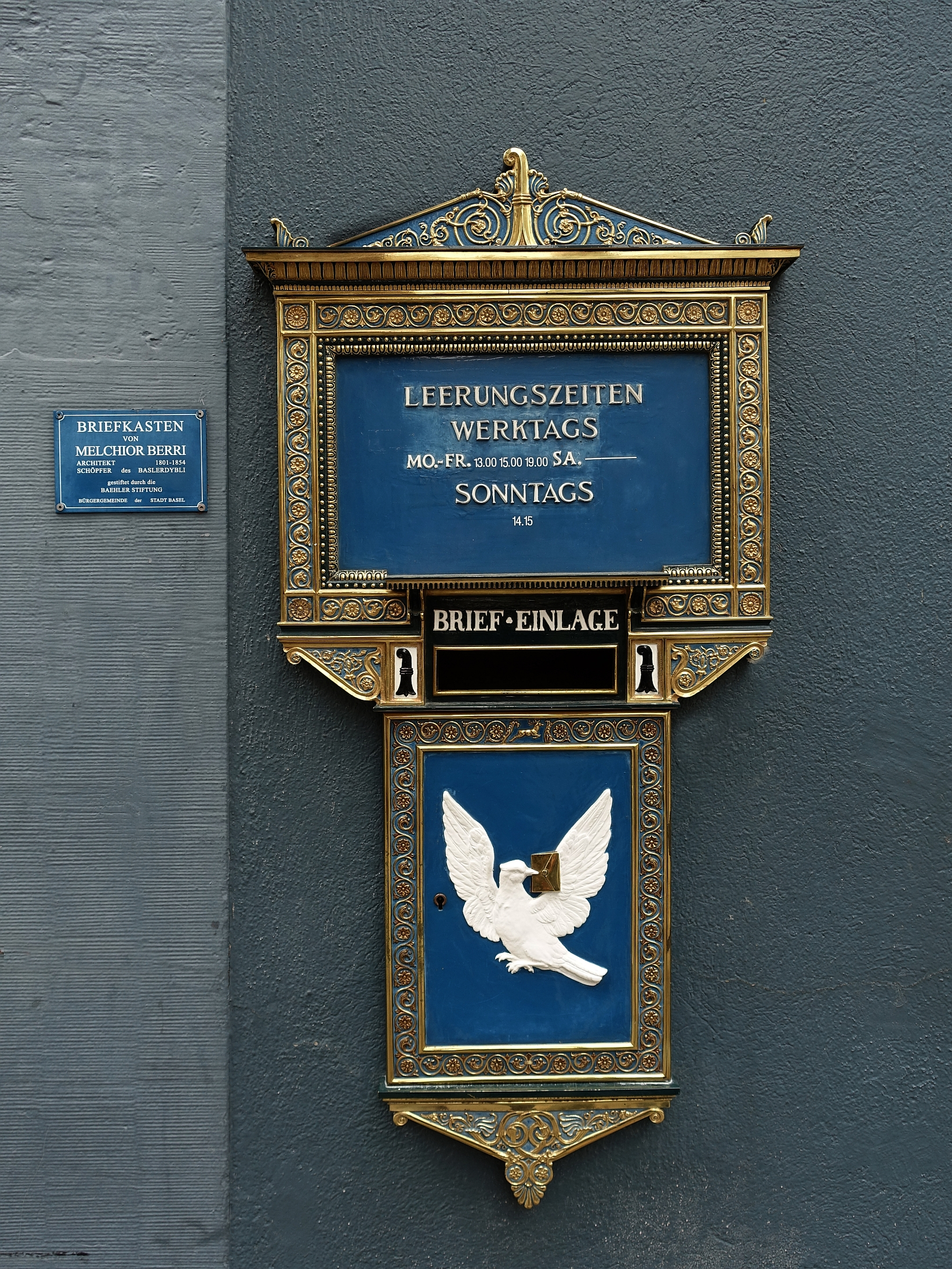